# Skeleton na Zimowych Igrzyskach Olimpijskich 2006
Skeleton na Zimowych Igrzyskach Olimpijskich 2006 odbył się w dniach 16-17 lutego 2006 roku. Uczestnicy walczyli o medale olimpijskie po raz czwarty. Łącznie rozdane zostały dwa komplety medali. Zawody odbywały się w miejscowości Cesana Torinese, położonej około 70 km na zachód od Turynu, miasta-organizatora ZIO 2006. W tabeli medalowej najlepsza była Kanada.

## Terminarz
| Data           | Godzina   | Miejscowość     | Konkurencja    | Złoto         | Srebro         | Brąz                           |
| -------------- | --------- | --------------- | -------------- | ------------- | -------------- | ------------------------------ |
| 17 lutego 2006 | 17:30 CET | Cesana Torinese | Ślizg mężczyzn | Duff Gibson   | Jeff Pain      | Gregor Stähli                  |
| 16 lutego 2006 | 17:30 CET | Cesana Torinese | Ślizg kobiet   | Maya Pedersen | Shelley Rudman | Mellisa Hollingsworth-Richards |

## Wyniki

### Ślizg mężczyzn
| Pozycja | Zawodnik        | Narodowość      | Czas    | Strata |
| ------- | --------------- | --------------- | ------- | ------ |
|         | Duff Gibson     | Kanada          | 1:55,88 |        |
|         | Jeff Pain       | Kanada          | 1:56,14 | +0,26  |
|         | Gregor Stähli   | Szwajcaria      | 1:56,80 | +0,92  |
| 4.      | Paul Boehm      | Kanada          | 1:57,06 | +1,18  |
| 5.      | Kristan Bromley | Wielka Brytania | 1:57,10 | +1,22  |
| 6.      | Eric Bernotas   | USA             | 1:57,19 | +1,31  |
| 7.      | Martins Dukurs  | Łotwa           | 1:57,39 | +1,51  |
| 8.      | Adam Pengilly   | Wielka Brytania | 1:57,46 | +1,58  |
| 9.      | Sebastian Haupt | Niemcy          | 1:57,58 | +1,70  |
| 10.     | Ben Sandford    | Nowa Zelandia   | 1:57,76 | +1,88  |

### Ślizg kobiet
| Pozycja | Zawodniczka                    | Narodowość      | Czas    | Strata |
| ------- | ------------------------------ | --------------- | ------- | ------ |
|         | Maya Pedersen                  | Szwajcaria      | 1:59,83 |        |
|         | Shelley Rudman                 | Wielka Brytania | 2:01,06 | +1,23  |
|         | Mellisa Hollingsworth-Richards | Kanada          | 2:01,41 | +1,58  |
| 4.      | Diana Sartor                   | Niemcy          | 2:01,69 | +1,86  |
| 5.      | Costanza Zanoletti             | Włochy          | 2:02,17 | +2,34  |
| 6.      | Katie Uhlaender                | USA             | 2:02,30 | +2,47  |
| 7.      | Tanja Morel                    | Szwajcaria      | 2:02,50 | +2,67  |
| 8.      | Anja Huber                     | Niemcy          | 2:02,56 | +2,73  |
| 9.      | Desirée Bjerke                 | Norwegia        | 2:02,62 | +2,79  |
| 10.     | Lindsay Alcock                 | Kanada          | 2:02,85 | +3,02  |

## Klasyfikacja medalowa
| Miejsce | Państwo         |   |   |   | Razem |
| ------- | --------------- | - | - | - | ----- |
| 1.      | Kanada          | 1 | 1 | 1 | 3     |
| 2.      | Szwajcaria      | 1 | 0 | 1 | 2     |
| 3.      | Wielka Brytania | 0 | 1 | 0 | 1     |